# ボーイング・サウスカロライナ工場

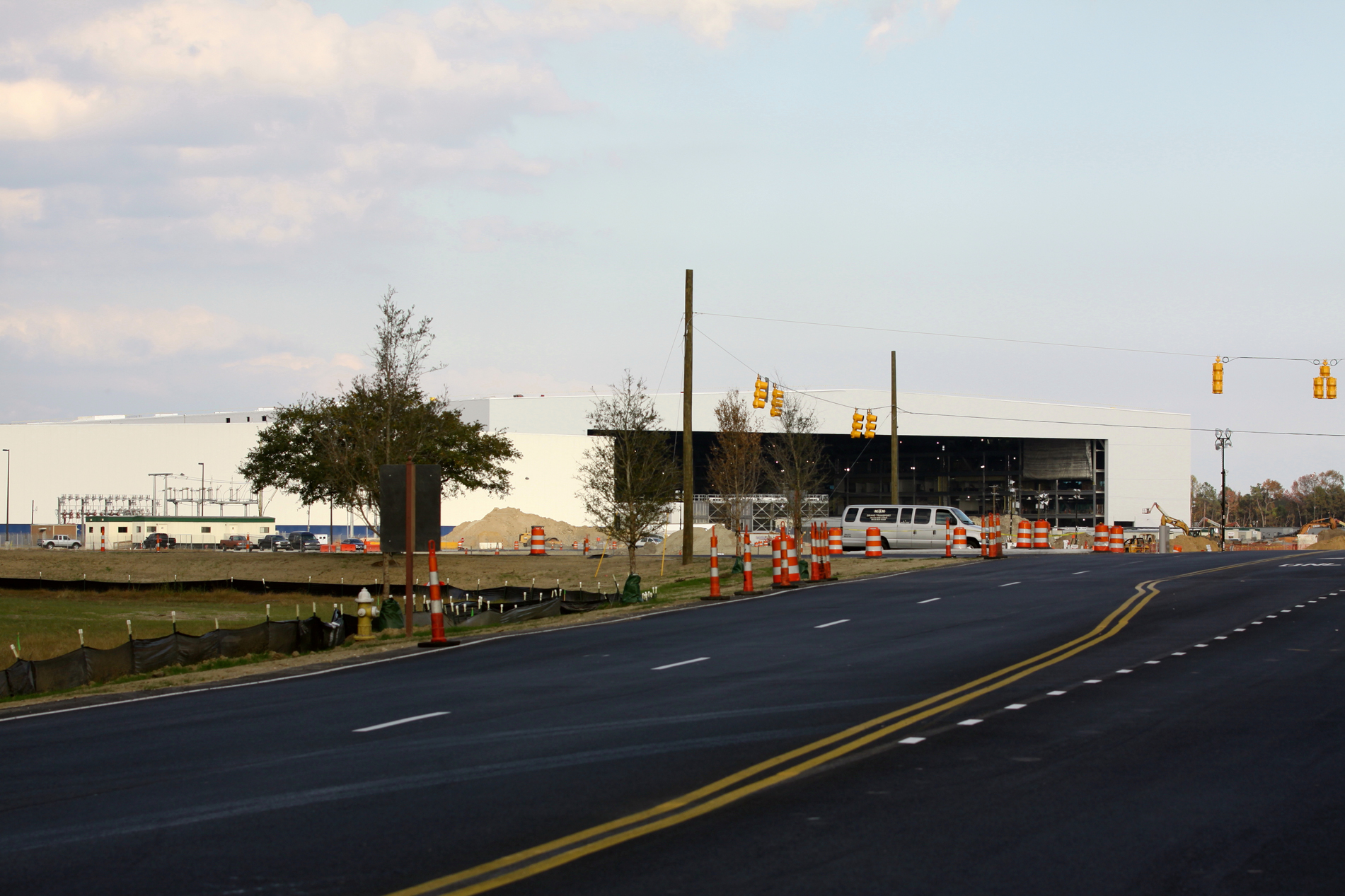
サウスカロライナ工場

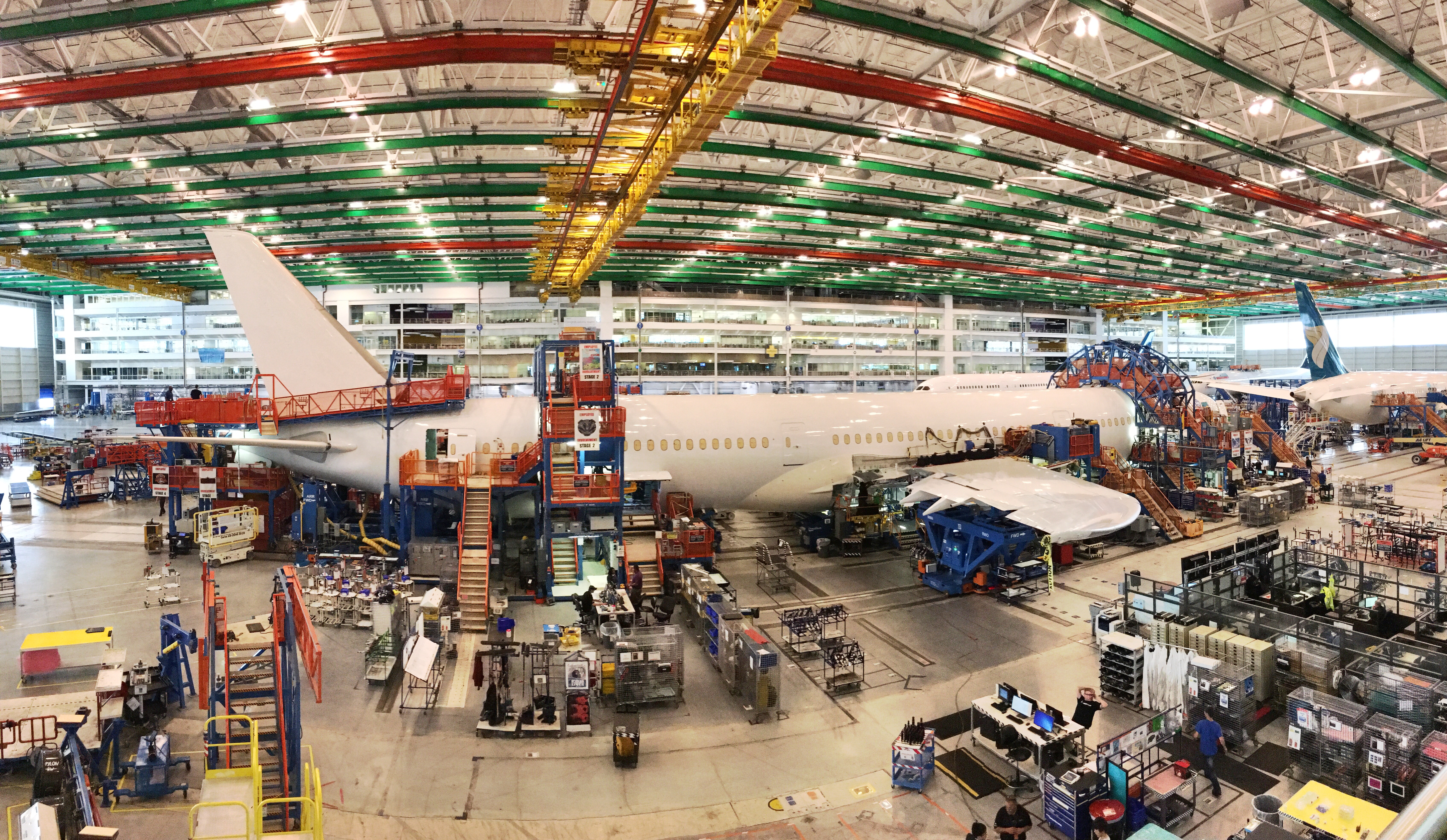
組み立て工場の内部

ボーイング・サウスカロライナ工場(South Carolina Factory)は、アメリカ合衆国サウスカロライナ州ノースチャールストン にあり、チャールストン国際空港 /(チャールストン空軍基地)が隣接しているボーイング社の飛行機組立工場である。

## 概要
チャールストンに工場を開設した理由の一つに西海岸では賃金が上がっている事があった。2012年10月5日に、最初に組み立てられたエア・インディア向け787を納入した。2020年10月にボーイングは全ての787型機最終組立工場を集約すると発表。2021年12月にシアトル州エバレット工場製787-9をANAに引き渡し以降チャールストン製に集約された。
ボーイング787の後部胴体と最終組み立てを行う。なお、787-10の胴体は-9シリーズより胴体中央部を中心に5.5メートル延伸の設計となり、長すぎてドリームリフターに収容できないため、ここの工場で最終組み立てされる。

## 製造機体
- ボーイング787